# 永野護 (政治家)
永野 護（ながの まもる、1890年9月5日 - 1970年1月3日）は、日本の実業家、政治家。位階は正三位。
運輸大臣、衆議院議員（2期）、参議院議員（2期）を歴任。戦後揃って政経財界で活躍した「永野六兄弟」の長兄。

## 来歴・人物
```
　永野小佐衛門
　　 (常浄)
 　　　┃
　　　(略)
 　　　┃
　　　法城　弘願寺11代（継いでいない）
 ┏━━╋━━┳━━━━┳━━━┳━━━┳━┓
 
護
　 
重雄
　男(早世) 
俊雄
　
伍堂輝雄
　
鎮雄
 
治

 ┣━━━━┳━━━━━━┓

厳雄
　 　　
健
　　　　　　
正

 ┣━━┓　┣━━┓　　　┣━━━┳━━┓

一郎
　
耕二
 
彰
 　
健二
 今村雅樹　
康之
　 
弘
```

瀬戸内海、広島県下蒲刈島三之瀬、浄土真宗本願寺派の弘願寺が本家に当たる。父・法城は寺を継ぐことを嫌い、裁判官となって中国地方の裁判所を転々とするが、最初の赴任地、現在の島根県浜田市で生まれたのが護である。その後、松江市で生まれたのが永野重雄（のち新日本製鐵会長、日本商工会議所会頭）、現在の山口県岩国市で生まれたのが永野俊雄（のち五洋建設会長）、現在の山口市で生まれたのが伍堂輝雄（のち日本航空会長）。父が判事を辞め、広島市で弁護士事務所を開業した時生まれたのが永野鎮雄（のち参議院議員）と末弟永野治（のち石川島播磨重工会長）である。父の転勤に伴い転校を繰り返し中学卒業後上京、第一高等学校では柔道部主将を務めた。その後永野家が一家で広島に帰ったときには、護は東京帝国大学法科大学在学中だった。
まもなく父が病没。護の東大の親友が渋沢栄一の子息だったため、渋沢は護の苦境を知り、息子の勉強相手という名目で月額50円の謝礼を出した（2010年代前半の貨幣価値では約40 - 50万円に相当）。護はそれを郷里に仕送りし、弟妹の養育費に充てた。弟5人は全員大学に進学している。東大法学部を、後に最高裁判所長官を務める田中耕太郎に次ぐ二番で卒業。就職先には事欠かない立場であったが、渋沢の秘書・顧問弁護士となり、後半生を渋沢の番頭格として尽くした。
東洋製油取締役、山叶証券専務、丸宏証券会長、東京米穀取引所常務理事、帝人など40余の役員を務め、やがて「政商」的な存在となっていった。1923年正力松太郎、中島久万吉、河合良成、後藤圀彦、伊藤忠兵衛、小林中らと「番町会」を結成し中心メンバーとして政界の橋渡し役として活躍。「番町会」は当時巨大な力を持っていた。1927年、「虚構の事件」といわれた帝人事件で逮捕されるも無罪。この一件で台湾銀行から帝人の株式を引き出すというアイデアを考えたのは永野といわれている。1942年から戦中、戦後と衆議院議員を2期務めた。
戦後、公職追放となり、出所後の岸信介を会長、社長を足立正、取締役に永野、藤山愛一郎、津島寿一、三好英之、監査役瀬越憲作とする東洋パルプを設立。広島銀行をバックに広島県呉市に工場を建設するが、うまくいかず王子製紙に売却した。1956年、広島県選挙区から参議院議員に当選。同年、ホセ・ラウレルの推薦を受け、対フィリピン賠償交渉の全権委員を務めた。政治家としては戦前は翼賛政治会、大日本政治会に、戦後は自由党、自由民主党に所属した。岸信介の指南役ともいわれ1958年、第2次岸内閣の運輸大臣に就任した。大臣就任早々、日本社会党から不信任案を突き付けられたということもあった。小沢一郎の盟友だった佐藤守良は永野の秘書を長く務めた。1962年に1期で議員を退任、1965年春の叙勲で勲二等旭日重光章受章。
1970年1月3日、死去。79歳没。亡くなる3日前に『南無阿弥陀仏、音もせで散る、柿紅葉』という一句を残した。死没日をもって勲一等瑞宝章追贈、正三位に叙される。墓所は築地本願寺和田堀廟所。

### その他
日本棋院理事をつとめた。1961年に永野、瀬越憲作、岩本薫らが、日本棋院中央会館と別に「国際囲碁連盟」の設立を進めたが、伊予本桃市が、これへの日本棋院の協力に反対する。永野の協会は大倉喜七郎が援助する予定だったが、1963年の大倉の死去により自然消滅となった。
護の子、永野厳雄はのち広島県知事、永野健はのち三菱マテリアル会長及び日経連会長になった。
太平洋戦争敗戦直後の1945年9月原子爆弾により焦土と化した広島市でおこなわれた講演録を元に、『敗戦真相記―予告されていた平成日本の没落』と題して2002年に出版にされた。